# Richard Branson
Sir Richard Charles Nicholas Branson (n. 18 iulie 1950, Blackheath, Londra) este un om de afaceri, investitor și filantrop britanic. În anul 2011, Branson era al cincilea cel mai bogat om din Regatul Unit, cu o avere de aproximativ 4,2 miliarde dolari. Este fondatorul Virgin Group, care controlează peste 400 de companii.
Richard Branson este unul dintre cei mai controversați miliardari ai lumii, pentru stilul de viață excentric și pentru modul în care își cheltuie banii. A fost prima persoană din lume care a traversat Atlanticul cu balonul, iar în 2007, a sărit de pe acoperișul Casino Palms din Las Vegas, pentru a sărbători zborul inaugural al companiei aeriene Virgin America.

## Biografie profesională
Prima lui afacere a fost o revistă numită Student, apărută la 26 ianuarie 1967, când Branson avea doar 16 ani și jumătate.
În 1970 Branson înființează prima companie, Virgin Mail Order Records, cu care a început să vândă înregistrări muzicale prin poștă. Afacerea a crescut mai târziu într-un en  lant de magazine, s-a transformat ulterior într-un studio de înregistrări, care în cele din urmă a devenit Virgin Records. Branson a reușit să intre astfel în lumea milionarilor la vârsta de 23 ani.
În același an, Branson a cumpărat Necker Island, pentru care a plătit doar 180.000 dolari, pentru a construi o stațiune de lux. Construcția complexului de pe insulă a durat cinci ani și a insemnat o investiție de 10 milioane dolari, însă în 2006 Branson a estimat că Necker Island are o valoare de cel puțin 60 milioane dolari. Întreaga insulă poate fi închiriată pentru 60.000 dolari pe noapte. Branson mai deține un catamaran de lux, Necker Belle, ce poate fi închiriat pentru 110.000 dolari pe săptămână.
În 2002, în urma unui sondaj organizat de BBC, Branson a fost inclus în 100 Greatest Britons.
În anul 2004 Branson înființează Virgin Galactic companie specializată în zboruri orbitale pentru turism spațial, notorie pentru proiectul SpaceShipOne, iar un an mai târziu The Space Company, firma care a construit SpaceShipTwo. Zborul inaugural a avut loc la 29 aprilie 2013. Un bilet pentru aceste „plimbări” orbitale, a costat  250.000 dolari, dar se poate plăti și cu moneda virtuală Bitcoin.
În martie 2017, Forbes a estimat averea netă a lui Branson la 5 miliarde de dolari.

## Virgin Group
Richard Branson este fondatorul grupului de firme Virgin Group, care cuprinde mai mult de 400 de companii, peste 50.000 de angajați și operează în 50 de țări. 
Printre firmele incluse de Virgin Group se numără casa de muzică Virgin Records și compania aeriană Virgin Atlantic, hoteluri, companii de telefonie mobilă, bănci, firme de turism, servicii matrimoniale, servicii financiare, transporturi feroviare etc.

## Cărți publicate
Richard Branson este autorul a mai multor bestseller-uri internaționale: 
- Losing My Virginity: How I’ve survived, Had Fun and Made a Fortune Doing Business My Way (Crown Business, 1998)
- Screw It, Let’s Do It: Lessons in Life (Virgin Books, 2006)
- Business Stripped Bare: Adventures of a Global Entrepreneur (Virgin Books, 2008)
- Afacerile dezbrăcate, editura Publica, 2011, ISBN 978-973-1931-62-3

## Distincții
Pentru merite deosebite în activitatea de antreprenoriat, în 1999 Richard Branson a primit titlul de cavaler din partea monarhiei britanice.